# Mergus miscellus
Mergus miscellus — викопний вид водоплавних птахів родини качкових (Anatidae). Птах мешкав у середині міоцену (14 млн років тому) в  Північній Америці. Скам'янілі рештки виду знайдені у відкладеннях формування Клаверт Чесапікської групи поблизу містечка Вестморленд у штаті Вірджинія. Описаний вид по кількох елементах кінцівок, а саме придаткових елементах тазового пояса, лівого і правого tibiotarsus, лівої цівки, часткової правої цівки.